# Капуста (род)
Капу́ста (лат. Brássica) — род растений семейства Капустные (Brassicaceae), к которому относятся такие известные сельскохозяйственные культуры, как кочанная капуста, репа и брюква.

## Этимология названия
Научное название рода лат. brassica, образовано от кельтского корня bresic, которым также называлась капуста.
Происхождение русского слова капуста обычно возводят к лат. caput — голова.
По Фасмеру, русское капуста — контаминация средне-латинского compos(i)ta, итальянского composta «смесь, состав; компот; удобрение», первоначальное значение: «сложенная (зелень)». В то же время Фасмер обращает внимание на верхне-немецкие kumpost «варенье» и «кислая (квашеная) капуста», chapuʒ и kappȗʒ, которые возводятся к латинскому caputium «кочан капусты».

## Распространение и экология
Насчитывают до 50 видов капусты, распространённых преимущественно в Средиземноморье, а также в Средней Европе, Центральной и Восточной Азии. В Америке природные виды отсутствуют, имеются только завезённые из Европы культурные формы.

## Ботаническое описание

Диаграмма цветка

Однолетние, двулетние и многолетние травы с перисто-раздельными или лопастными листьями.
Чашелистики растопыренные или приподнятые горизонтально; лепестки длинноноготковые, жёлтые или белые, с обратно-овальным отгибом, иногда с фиолетовыми жилками. Тычинки свободные, без зубцов. Внутри у основания коротких тычинок по одной большей частью почковидной медовой желёзке и по одной большой желёзке перед каждой парой длинных тычинок. Завязь сидячая. Столбик короткий. Рыльце большое, плоско-головчатое, более-менее двулопастное.
Плод — стручок линейной формы с цилиндрическим столбиком или же заканчивающийся коническим или шиловидным наконечником, пустым или содержащим семена. Створки стручка с ясно выраженной срединной жилкой и менее ясными переплетающимися боковыми жилочками. Перегородка с толстыми волнистыми стенками клеток эпидермиса. Семена шаровидные или яйцевидные, расположенные в один ряд. Корешок зародыша лежит в желобке, образованном сложенными вдоль семядолями.

## Классификация
По состоянию на июль 2023 года в состав рода включают 46 подтвержденных ботанических видов. В связи с тем, что в настоящее время наблюдается тенденция к минимизации выделения самостоятельных внутривидовых таксонов (подвиды, разновидности и т.п.) и включение их вместо этого в синонимику основного вида, множественные культурные формы входят в состав ботанического вида без обособленного таксономического положения и более корректно считать их сортотипами. При описании видов в соответствующем списке подобные условные сортотипы выделены полужирным шрифтом с указанием соответствующих ботанических таксонов по устаревшей классификации. 

### Таксономия[2]
Brassica L., 1753, Sp. Pl. : 666
Род Капуста относится к семейству Капустные (Brassicaceae) порядка Капустоцветные (Brassicales). Кладограмма в соответствии с Системой APG IV по состоянию на июнь 2023 года:

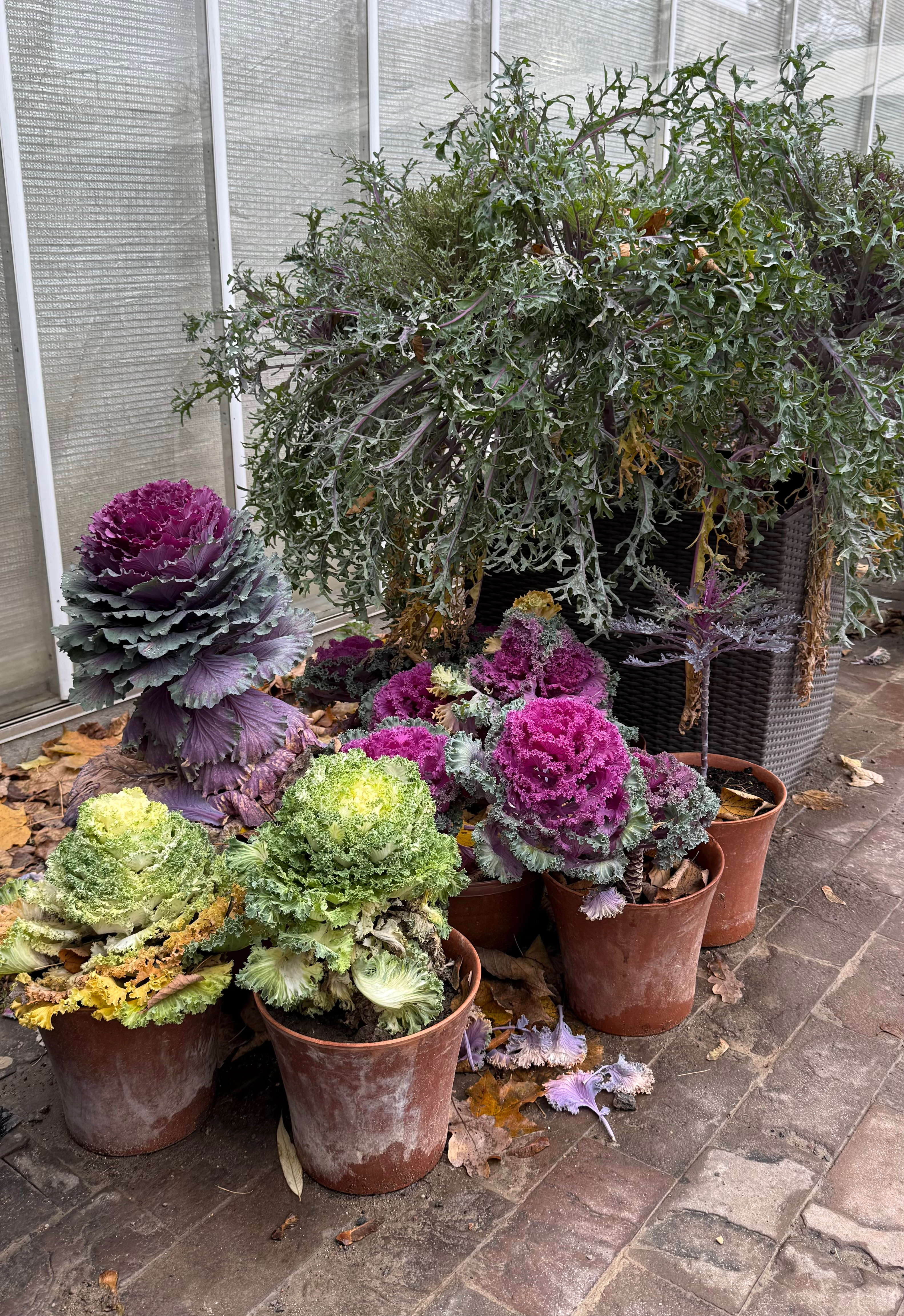
Декоративная капуста в Аптекарском огороде — культивары, которые являются подвидами Капуста огородная|капусты огородной (Brassica oleracea)

|  |                                      |  |                                   |                                   |                     |  | ещё 16 семейств |              |              |                                                                |
|  |                                      |  |                                   |                                   |                     |  |                 |              |              | 46 подтвержденных видов и 28 таксонов, ожидающих подтверждения |
|  |                                      |  |                                   | порядок Капустоцветные            |                     |  |                 |              | род Капуста  |                                                                |
|  |                                      |  |                                   | порядок Капустоцветные            |                     |  |                 |              | род Капуста  |                                                                |
|  | отдел Цветковые, или Покрытосеменные |  |                                   |                                   | семейство Капустные |  |                 |              |              |                                                                |
|  | отдел Цветковые, или Покрытосеменные |  |                                   |                                   |                     |  |                 |              |              |                                                                |
|  |                                      |  | ещё 63 порядка цветковых растений | ещё 63 порядка цветковых растений |                     |  |                 | ещё 354 рода | ещё 354 рода |                                                                |
|  |                                      |  |                                   | ещё 63 порядка цветковых растений |                     |  |                 |              | ещё 354 рода |                                                                |

### Виды
- Brassica assyriaca Mouterde — Капуста ассирийская
- Brassica aucheri Boiss. — Капуста Ашера
- Brassica baldensis  (Prosser &  Bertolli)  Prosser &  Bertolli
- Brassica balearica Pers. — Капуста балеарская
- Brassica barrelieri  (L.)  Janka
- Brassica beytepeensis  Yıld.
- Brassica bourgeaui  Kuntze
- Brassica cadmea  Heldreich ex  Engl.
- Brassica carinata A.Braun — Капуста абиссинская, или Горчица абиссинская
- Brassica cretica Lam. — Капуста критская
- Brassica deflexa  Boiss.
- Brassica deserti  Danin &  Hedge
- Brassica desnottesii  Emb. & Maire
- Brassica dimorpha  Coss. &  Durieu
- Brassica elongata Ehrh. — Горчица продолговатая, или Капуста хреновидная
- Brassica fruticulosa Cirillo — Капуста средиземноморская
- Brassica gallicum  O.E.Schulz
- Brassica gravinae  Ten.
- Brassica hilarionis  Post
- Brassica incana  Ten.
- Brassica insularis  Moris
- Brassica iranica  Rech.f., Aellen &  Esfand.
- Brassica juncea (L.) Czern. — Горчица сарептская
- Brassica loncholoma  Pomel
- Brassica macrocarpa  Guss.
- Brassica maurorum  Durieu
- Brassica montana  Pourr.
- Brassica montana  Raf.
- Brassica napus L. — Рапс
  - Брюква (Brassica napus subsp. rapifera Metzg. )
- Brassica nigra (L.) W.D.J.Koch — Горчица чёрная
- Brassica nivalis  Boiss. &  Heldr.
- Brassica oleracea  L.  — Капуста огородная
  - Цветная капуста, Романеско (Brassica oleracea var. botrytis L.)
  - Португальская капуста (Brassica oleracea var. costata DC.)
  - Брюссельская капуста (Brassica oleracea var. gemmifera (DC.) Zenker)
  - Кольраби (Brassica oleracea var. gongylodes L. )
  - Брокколи (Brassica oleracea var. italica Plenck)
  - Белокочанная капуста (Brassica oleracea var. capitata L.)
  - Краснокочанная капуста (Brassica oleracea var. capitata f. rubra L.)
  - Савойская капуста (Brassica oleracea var. sabauda L.)
  - Кудрявая капуста или Кале, Грюнколь, Браунколь, Брунколь (Brassica oleracea var. sabellica L.)
- Brassica oxyrrhina  Coss.
- Brassica procumbens  O.E.Schulz
- Brassica raimondoi  Sciandr., Brullo 1979-">C.Brullo, Brullo, Giusso, Miniss. &  Salmeri
- Brassica rapa  L.  — Репа
  - Китайская капуста - Пекинская капуста и Пак-чой (Brassica rapa subsp. chinensis (L.) Hanelt )
  - Широконосая капуста, татцой (Brassica rapa subsp. narinosa (L.H.Bailey) Hanelt )
  - Капуста полевая (Brassica rapa subsp. oleifera (DC.) Metzg., Brassica rapa subsp. campestris (L.) A.R.Clapham)
  - Пекинская капуста (Brassica rapa subsp. pekinensis (Lour.) Hanelt)
  - Турнепс  (Brassica rapa subsp. rapifera  Metzger)
- Brassica repanda  (Willd.)  DC.
- Brassica rupestris  Raf.
- Brassica setulosa  (Boiss. &  Reut.)  Coss.
- Brassica somalensis  Hedge &  A.G.Mill.
- Brassica souliei  Batt.
- Brassica spinescens  Pomel
- Brassica taurica  (Tzvelev)  Tzvelev
- Brassica trichocarpa  Brullo 1979-">C.Brullo, Brullo, Giusso &  Ilardi
- Brassica tyrrhena  Giotta, Piccitto &  Arrigoni
- Brassica villosa  Biv. ex  Spreng.

### Синонимы
- Agrosinapis  Fourr.
- Bonannia  C.Presl
- Brassicaria  Pomel
- Brassicastrum  Link
- Crucifera  E.H.L.Krause
- Erussica
- Guenthera  Andrz. ex Besser
- Melanosinapis  K.F.Schimp. & Spenn.
- Mutarda  Bernh.
- Rapa  Mill.
- Rapum  Hill
- Sinabraca